# Рожава
Демократи́ческая автоно́мная администра́ция се́веро-восто́чной Си́рии — Рожа́ва (курд. Rêveberiya Xweseriya Demokratîk a Herêma Bakur û Rojhilatê Sûriyê; араб. الإدارة الذاتية الديمقراطية لإقليم شمال وشرق سوريا‎, ассир. ܡܕܒܪܢܘܬ݂ܳܐ ܝܬ݂ܝܬܳܐ ܕܝܡܩܪܐܛܝܬܳܐ ܠܩܠܝܡܳܐ ܕܓܪܒܝܳܐ ܘ ܡܕܢܚܳܐ ܕܣܘܪܝܰܐ) — частично признанный самопровозглашённый де-факто независимый конфедеративный автономный курдский регион на севере и северо-востоке Сирии.
Население — 2 967 000 чел. (2024), площадь контролируемой СДС территории составляет 51 944 км². Подразделяется на шесть самоуправляемых кантонов  .
Официальные языки — курдский и арабский (в кантоне Джизре — еще ассирийский), признанные языки меньшинств — турецкий (сирийский туркменский), адыгейский и армянский. Этнический состав в регионе состоит в основном из курдов (57 %), арабов (33 %) и ассирийцев (10 %) .
Согласно конституции, Рожава — светская полития, основанная в рамках федерализации Сирии на демократических конфедералистских принципах демократического социализма, либертарного муниципализма, прямой демократии, анархизма и гендерного равенства. Наиболее влиятельная политическая сила в регионе — партия «Демократический союз» (PYD), составляющая с союзниками основу системы местного самоуправления — «Движения за демократическое общество».
Фактическая автономия под управлением Высшего курдского совета образовалась в 2012 году, после подписания в Эрбиле соглашения между двумя ведущими политическими силами сирийских курдов — «Демократическим союзом» и Курдским национальным советом. В ноябре 2013 года партия «Демократический союз» и её союзники на фоне военных успехов в борьбе против ИГИЛ заявили о создании «переходной гражданской администрации», а уже в январе 2014 года были провозглашены три автономных кантона — Африн, Кобани и Джизре.
В 2016—2019 годах турецкие войска и принадлежащие Турции вооружённые формирования СНА оккупировали часть территории Рожавы, главным образом этнически курдские города, в результате ряда военных операций против YPG. Турция против курдской автономии в составе Сирии и классифицирует курдскую автономную администрацию как террористическую.

## Название
Часть северо-восточной Сирии известна как Сирийский Курдистан, Западный Курдистан (курд. Rojavayê Kurdistanê) или просто Рожава (курд. Rojava) — букв. «запад»).
17 марта 2016 года было провозглашено создание «Демократической Федерации Рожава — Северная Сирия» (курд. Federaliya Demokratîk a Rojava — Bakurê Sûriyê; араб. الفدرالية الديمقراطية لروج آفا — شمال سوريا‎ [al-Fidirāliyya al-Dīmuqrāṭiyya li-Rūj ʾĀvā — Šamāl Suriyā]).
По мере того, как подконтрольный курдской администрации регион расширялся и включал всё больше районов, где преобладало некурдское население, администрация всё реже использовала наименование «Рожава». В принятой 28 декабря 2016 года конституции было закреплено название «Демократическая Федерация Северной Сирии» (курд. Federaliya Demokratîk a Bakûrê Sûriyê; араб. الفدرالية الديمقراطية لشمال سوريا‎ [al-Fidirāliyya al-Dīmuqrāṭiyya li-Šamāl Suriyā]) в составе трёх кантонов. Несмотря на возражения ряда курдских партий, от использования в названии курдского слова «Рожава» решили отказаться в связи с планируемым включением в состав Федерации арабских регионов Эр-Ракка и Дейр-эз-Зор.
6 сентября 2018 года Сирийский демократический совет (Совет демократической Сирии, MSD) утвердил новое название региона — «Автономная администрация Северной и Восточной Сирии» (курд. Rêveberiya Xweser a Bakur û Rojhilatê Sûriyeyê; араб. لإدارة الذاتية لشمال وشرق سوريا‎; сир. ܡܕܰܒܪܳܢܘܬ݂ܳܐ ܝܳܬ݂ܰܝܬܳܐ ܠܓܰܪܒܝܳܐ ܘܡܰܕܢܚܳܐ ܕܣܘܪܝܰܐ [Mdabronuṯo Yoṯayto l-Garbyo w-Madnḥyo d-Suriya], тур. Kuzey ve Doğu Suriye Özerk Yönetimi)
.

## Органы управления
Основным органом принятия решений в Сирийском Курдистане являются народные собрания. Члены советов избираются при соблюдении этнического баланса. В каждом муниципалитете на трёх главных должностях должно быть по одному представителю от курдов, арабов и ассирийцев или армян и как минимум одна женщина.

### Высший курдский совет

Эмблема DBK

Высший курдский совет (курд. Desteya Bilind a Kurd, DBK) (2012—2013) — временный орган управления Сирийским Курдистаном в условиях гражданской войны в Сирии, сформированный на паритетной основе из членов Народного собрания Западного Курдистана (НСЗК), в котором доминировала партия «Демократический союз (PYD)», и Курдского национального совета в Сирии. Решение о создании DBK было принято 12 июля 2012 года в Эрбиле при поддержке президента Иракского Курдистана Масуда Барзани. Штаб-квартира DBK располагалась в городе Айн-эль-Араб (Кобани). Высшему курдскому совету подчинялись вооружённые формирования «Демократического союза» — Отряды народной самообороны (Курдские отряды самообороны). В ноябре 2013 года в связи с односторонними действиями партии PYD по созданию автономного регионального правительства на территориях Сирии, населённых преимущественно курдами, Курдский национальный совет вышел из Высшего курдского совета, что привело к прекращению деятельности этого органа.

### Сирийский демократический совет
Сирийский демократический совет (Совет демократической Сирии) (курд. Meclîsa Sûriya Demokratîk) — политический представительный орган курдско-арабского альянса «Сирийские демократические силы» (курд. Hêzên Sûriya Demokratîk). Был сформирован 10 декабря 2015 года в городе Дерик (Аль-Маликия). В состав Сирийского демократического совета вошли представители партий и общественных организаций Сирийского Курдистана, включая ряд сирийских оппозиционных группировок (так называемой «внутренней оппозиции»).
В феврале 2017 года к Сирийскому демократическому совету присоединилась Ассирийская демократическая партия. Ассирийские вооружённые отряды, вошедшие в состав СДС, взяли на себя обеспечение безопасности ассирийских населённых пунктов в долине реки Хабур.

### Исполком Автономной администрации северной и восточной Сирии
Исполком Автономной администрации северной и восточной Сирии — орган исполнительной власти, сформированный 6 сентября 2018 года по решению Сирийского демократического совета

## Административное деление

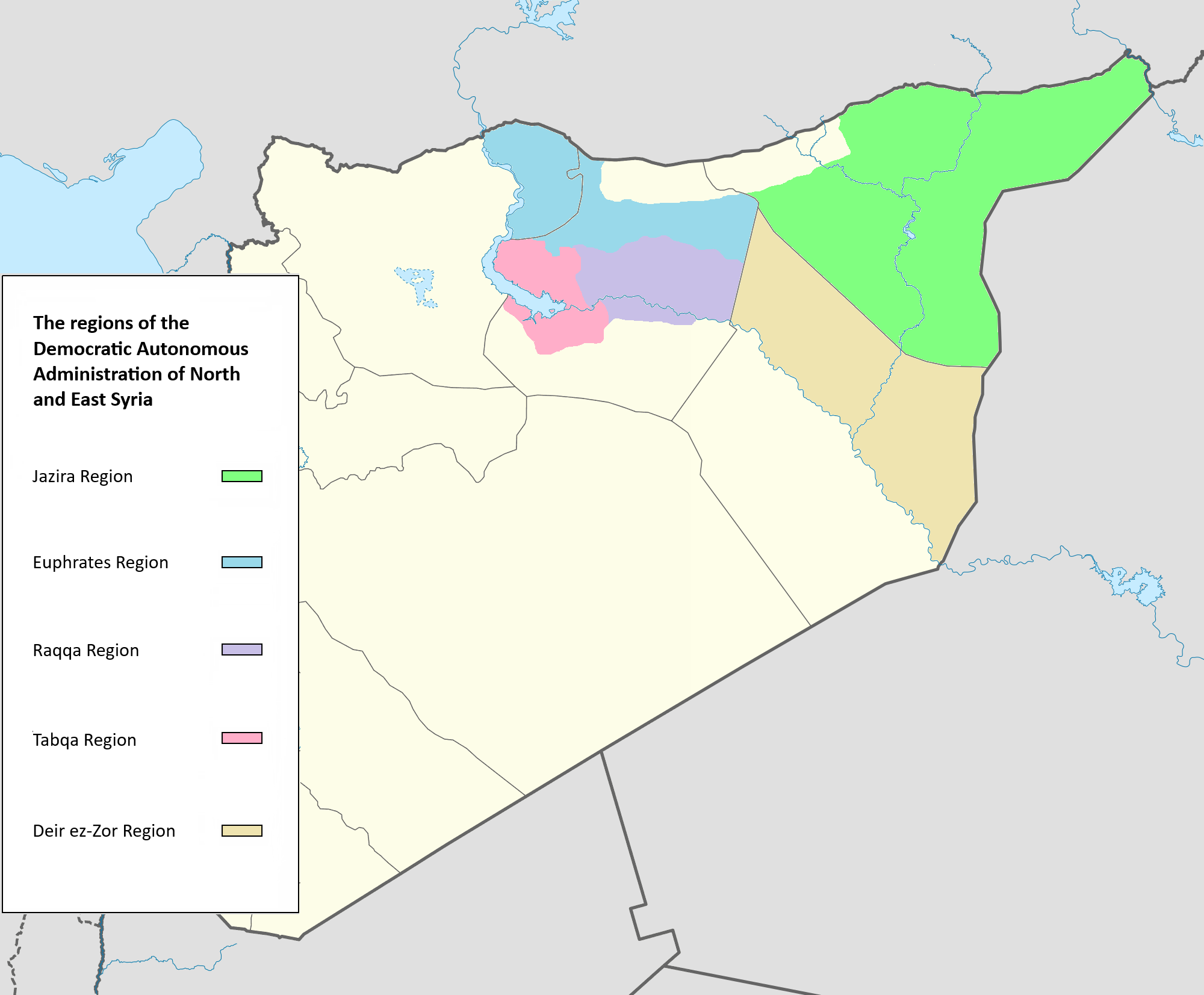
Административное деление Сирийcкого Курдистана

До 2016 года Федерация в административном отношении состояла из трёх кантонов — Джизре, Африн и Кобани. Статья 8 Конституции 2014 года гласит: «Все кантоны в автономных регионах основаны на принципе местного самоуправления. Кантоны могут свободно избирать своих представителей в представительные органы и могут осуществлять свои права, если это не противоречит статьям Устава».

Территория Сирии, оккупированная турецкими войсками

Позже кантоны были реорганизованы в регионы (Джизре, Африн и Евфрат) с входящими в них кантонами, провинциями, районами и коммунами. Первые общинные выборы были проведены 22 сентября 2017 года. Выборы в советы регионов Джизре, Африн и Евфрат состоялись в декабре 2017 года.
Африн был оккупирован турецкими войсками в начале 2018 года.
Провозглашённая 6 сентября 2018 года «Автономная администрация Северо-Восточной Сирии» контролировала семь регионов — курдские Джизре, Африн и Евфрат, а также регионы Ракка, Манбидж, Эт-Табка и Дейр-эз-Зор. В октябре 2019 года Турция заняла приграничную зону между городами Рас-эль-Айн и Телль-Абьяд, вытеснив оттуда курдские вооружённые формирования.
| Кантон | Кантон      | Столица             | Официальные языки                | Население (2025) |
| ------ | ----------- | ------------------- | -------------------------------- | ---------------- |
| 01     | Джизре      | Камышло             | курдский, арабский и ассирийский | 1,160,000 чел.   |
| 02     | Ракка       | Ракка               | курдский и арабский              | 472,000 чел.     |
| 03     | Кобани      | Кобани              | курдский и арабский              | 453,000 чел.     |
| 04     | Дейр-эз-Зор | Джазрат аль-Бухамид | курдский и арабский              | 307,000 чел.     |
| 05     | Шехмаксуд   | Шехмаксуд           | курдский и арабский              | 200.000 чел.     |
| 06     | Табка       | Табка               | курдский и арабский              | 375.000 чел.     |

## Экономика
Сельское хозяйство — доминирующая отрасль экономики. В регионе Евфрат выращивают пшеницу и оливки, Джазира специализируется только на пшенице, Африн — на оливках.
Главное преимущество Джазиры — добыча нефти.
Нефть и производство продуктов питания — основа экономики региона, на экспорт идёт нефть и сельскохозяйственные продукты, такие как овцы, зерно и хлопок. Импорт включает в себя потребительские товары и запчасти.
До войны в Эль-Хасаке производилось около 40 000 баррелей сырой нефти в день. Во время войны нефтеперерабатывающий завод работал только на 5 % мощности из-за отсутствия химикатов для переработки нефти.
В регионе действуют предприятия нефтяной промышленности — Омар, Конико и Танка.

### Основы экономической политики

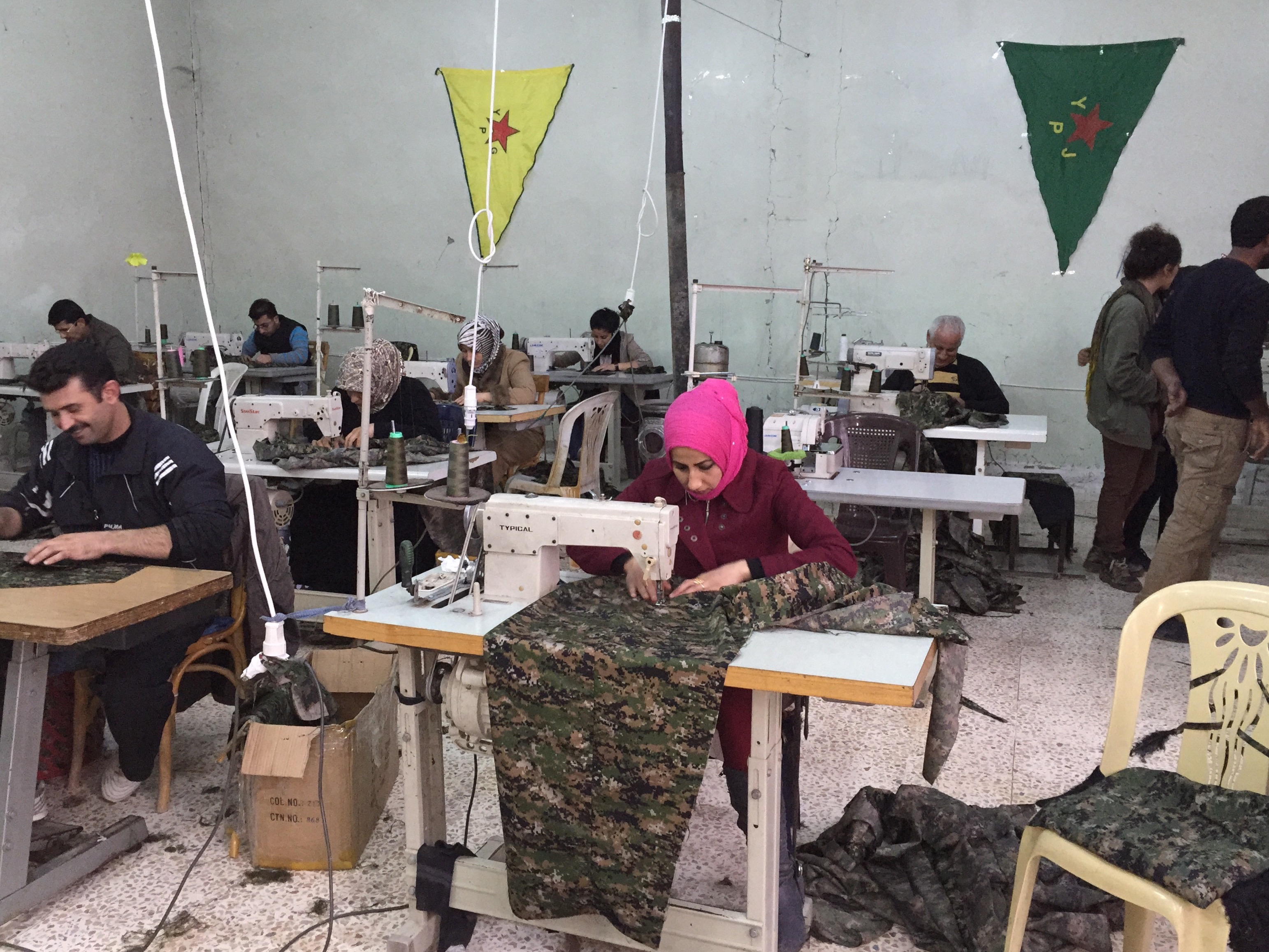
Автономная администрация поддерживает усилия рабочих по созданию кооперативов, таких как этот швейный кооператив в Дерике.

Автономным регионом управляет коалиция, которая в значительной степени основывает свои политические амбиции на либертарианской социалистической идеологии Абдуллы Оджалана и, как было сказано, придерживается модели экономики, сочетающей кооперативное и частное предпринимательство. В 2012 году PYD запустил так называемый «План социальной экономики», позже переименованный в «План народной экономики» (PEP). Частная собственность и предпринимательство защищены по принципу «владение в пользование». Д-р Дара Курдакси, региональный чиновник, заявил: «Метод в Рожаве не столько против частной собственности, сколько имеет целью поставить частную собственность на службу всем народам, живущим в Рожаве». Коммуны и кооперативы были созданы для обеспечения необходимого. Кооперативы составляют большая часть сельскохозяйственного производства, и они активны в строительстве, на заводах, производстве энергии, животноводстве, фисташках и жареных семенах, а также на общественных рынках. Несколько сотен случаев живое земледелие происходило в городах и деревнях региона, а общины состояли примерно из 20-35 человек. Согласно региональному «Министерству экономики», примерно три четверти всей собственности было передано в общественную собственность, а треть предприятий переданы в прямое управление совету рабочих.

## Вооружённые силы

Флаг YPG

Отряды народной самообороны (курд. Yekîneyên Parastina Gel, YPG) — курдские вооружённые формирования, официально не связанные с какой-либо конкретной политической партией, но фактически являющиеся боевым крылом курдской партии Демократический союз (PYD). Своей основной задачей YPG считают поддержание правопорядка и защиту жизней граждан в регионах Сирии, населённых преимущественно курдами.
Отряды народной самообороны состоят в основном из курдов, однако среди их бойцов также есть арабы и иностранные добровольцы.
Формирование курдских отрядов самообороны началось в 2011 году. На конец 2012 года YPG состояли из 8 бригад, насчитывавших 10 тысяч бойцов; на конец весны 2013 года их численность оценивалась в 15 тысяч. Как и в формированиях иракских курдов пешмерга, среди бойцов много женщин. Отряды женской самообороны YPJ возникли в 2012 году как бригада, входящая в YPG. В настоящее время их численность всего лишь в два раза меньше численности YPG.
Участие YPG в сирийском конфликте началось со столкновений с правительственными войсками в городе Кобани летом 2012 года. К концу 2012 года отряды YPG контролировали весь север Сирии, защищая курдские районы от Сирийской свободной армии и исламистов, в том числе вооружённым путём. С момента вступления США в войну в Сирии курдские отряды стали одними из главных союзников американских войск. С 2015 года они составляют основу курдско-арабского оппозиционного альянса Сирийские демократические силы, финансируемого, оснащённого и обученного армией США для борьбы против «Исламского государства (ИГ)». Созданию СДС предшествовали совместные действия курдских отрядов самообороны и части умеренной сирийской оппозиции (Свободной сирийской армии) в ходе операции «Вулкан Евфрата». По состоянию на весну 2016 года, силы СДС насчитывали около 25 тысяч курдских ополченцев и около 5 тысяч арабов. В состав СДС, помимо курдских отрядов YPG, также входят отряды христиан-ассирийцев, ряд формирований сирийской антиправительственной оппозиции и арабских племенных формирований.
Внутренние войска именуются Асайиш. Это силы местной полиции правопорядка, действующие в регионах Сирийского Курдистана.

## Население
Население северо-востока Сирии — многонациональное; здесь, помимо курдов (составляют большинство населения), проживают арабы, ассирийцы и туркмены, а также имеются немногочисленные общины армян, черкесов и чеченцев. Большинство сирийских курдов говорят на диалекте курманджи и являются мусульманами-суннитами, за исключением курдов-езидов.
Демография Сирии сильно изменилась из-за Гражданской войны. В Рожаву мигрировало около миллиона арабских беженцев из остальной части Сирии. Также на этнический состав существенно повлияла операция «Оливковая ветвь», которая завершилась 18 марта 2018 года отступлением курдских Отрядов народной самообороны под натиском турецких военных и их сирийских исламистских пособников. Непосредственным результатом турецкого захвата стало изгнание или бегство около 200 000 курдов из Африна, что привело к сокращению курдского населения примерно с 350 000 до 150 000 человек. После изгнания более 50 % курдского населения Африна, Турция переселяла в Африн сирийских беженцев из района Гуты (недалеко от Дамаска), Дейр-эз-Зора и провинции Алеппо. С момента завершения операции «Оливковая ветвь» в этом районе поселилось около 100 000 человек. Условия жизни оставшегося курдского (включая езидского) населения в Африне под властью Турции и её исламистских пособников в составе Сирийской национальной армии (СНА) остаются крайне нестабильными. В настоящее время в Африне проживает несколько сотен тысяч арабских беженцев.
Первые курдские поселения на территории современной Сирии появились в XI веке. Многочисленная курдская община в районе Дамаска образовалась в XII веке в ходе завоеваний Салах-ад-Дина, основателя династии Айюбидов. Курдская община продолжала играть значительную роль в Дамаске и во времена Османской империи. В этот период из Анатолии в Северную Сирию были переселены многочисленные курдские племена.

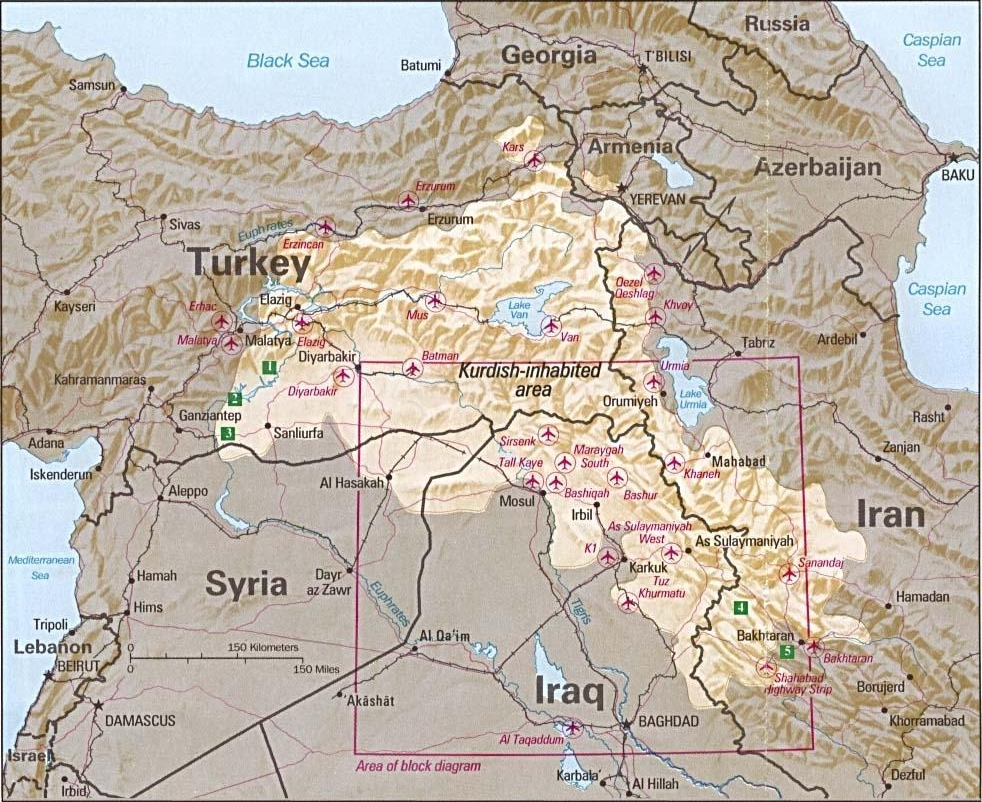
Большой Курдистан

После Первой мировой войны основная часть территории османского Курдистана отошла к Турции, а остальные территории были разделены между подмандатной французской территорией Сирии и подмандатной британской территорией Ирака.
В 1957 году была основана Демократическая партия Сирийского Курдистана, целями которой провозглашались защита культурных традиций курдов, борьба за экономический прогресс и демократические перемены в Сирии. В 1960 году несколько лидеров ДПСК были арестованы по обвинению в сепаратизме.
В 1962 году сирийское правительство провело специальную перепись населения в провинции Аль-Джазира, населённой преимущественно курдами (в настоящее время — провинции Дейр-эз-Зор, Эр-Ракка, Эль-Хасака). В результате переписи около 120 тысяч курдов (20 % тогдашней общей численности сирийских курдов) были лишены сирийского гражданства. Курды, не получившие нового удостоверения личности, получили статус «ajanib» («иностранцы»), а те, кто не участвовал в переписи населения, — ещё более низкий статус «maktumin» («незарегистрированные»), что лишало их гражданских прав. В СМИ была развёрнута антикурдская кампания, совпавшая по времени с началом восстания Барзани в Иракском Курдистане и открытием нефтяных месторождений в районах Сирии, населённых курдами. В июне 1963 года Сирия приняла участие в иракской военной кампании против курдов с использованием самолётов, бронетехники и 6-тысячной армии.
В 1973 году сирийское правительство начало создание так называемого «арабского кордона» (Hizam Arabi) в провинции Аль-Джазира вдоль турецкой границы. Кордон имел 300 км в длину и 10-15 км в ширину и простирался от границы с Ираком на востоке до Рас-эль-Айна на западе. В курдские районы переселялись арабы-бедуины, местная топонимика была «арабизирована».
Непосредственно перед гражданской войной численность сирийских курдов оценивалась в 2-2,5 млн человек (около 10 % довоенного населения страны). Правительство Сирии продолжало дискриминационную политику в отношении курдского меньшинства: преподавание курдского языка и культуры в школах было запрещено, земли и нефтяные месторождения отдавались арабам, курдские активисты подвергались судебному преследованию. До 300 тысяч курдов имели статус неграждан со всеми вытекающими отсюда последствиями.
Свержение режима Саддама Хусейна в соседнем Ираке в марте 2004 года вызвало подъём автономистского движения среди сирийских курдов. Первым серьёзным столкновением между курдами и правительственными силами в 2000-е годы стали массовые беспорядки после футбольного матча в городе Эль-Камышлы (2004). Участники беспорядков сожгли местные отделения сирийской правящей партии Баас. В ответ сотрудники силовых органов применили оружие. Семь человек было убито, многие получили ранения. Для подавления беспорядков в регион были направлены войска при поддержке бронетехники и авиации. В июне 2005 года в Эль-Камышлы прошли демонстрации, вызванные убийством суфистского шейха и активиста за права курдов Мохаммеда аль-Хазнави. В марте 2008 года силы безопасности вновь применили оружие в Эль-Камышлы, расстреляв протестующих во время празднования Новруза.
| Этническая группа                   | 2024        | 2024  |
| Этническая группа                   | Численность | %     |
| ----------------------------------- | ----------- | ----- |
| Курды                               | 1,681,000   | 56.7% |
| Арабы                               | 980,000     | 33.0% |
| Ассирийцы                           | 293.000     | 9.9%  |
| Армяне                              | 10.000      | 0.4%  |
| Другие (туркоманы, черкесы и т. д.) | 3.000       | 0.1%  |

Значительное количество курдов по-прежнему проживает в оккупированных Турцией районах Рожавы, но их численность значительно сократилась после того, как СДС потеряли контроль. На данный момент курды проживают в Эль-Бабе (50 тыс.), в Африне (240 тыс.), Серекание (10 тыс.), Гире Сипи (8 тыс.) и Манбидже (40 тыс.). Турецкие власти после оккупации данных территорий переселяли в рамках декурдизации региона сотни тысяч арабских беженцев. 

## Гражданская война в Сирии

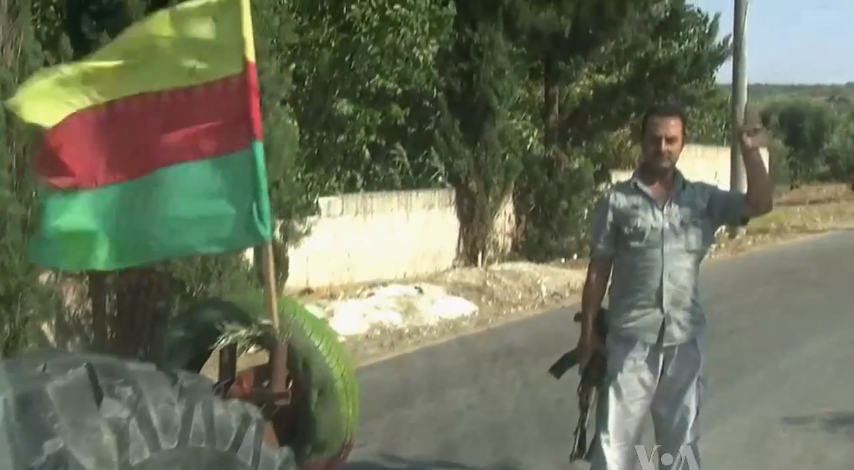
Флаг Западного Курдистана на блокпосту в Африне (август 2012 года)

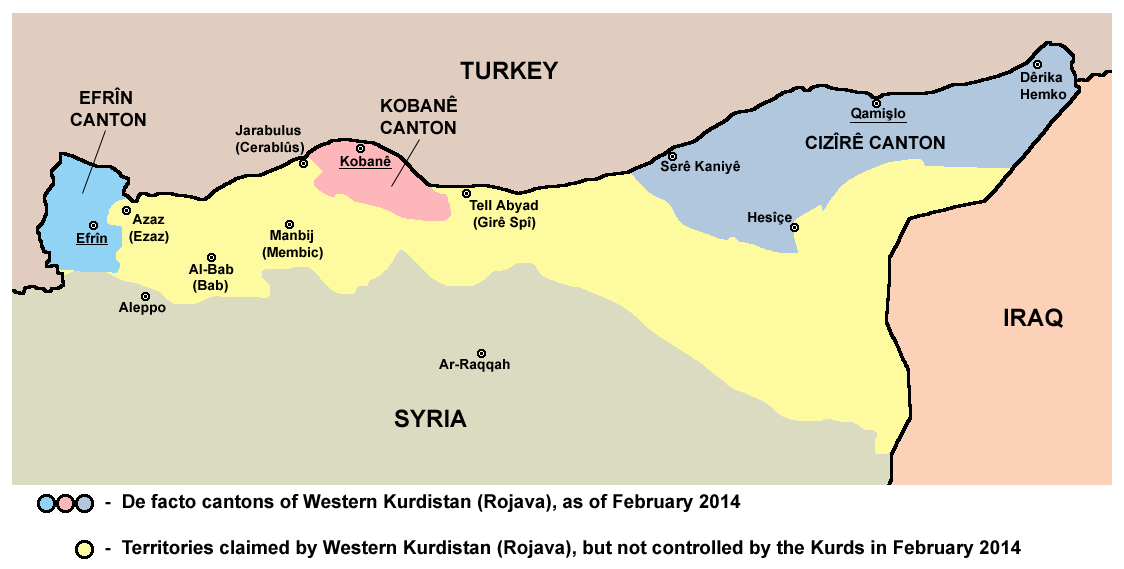
Кантоны Сирийского Курдистана (февраль 2014). Жёлтым цветом закрашены территории, на которые также претендовала курдская администрация

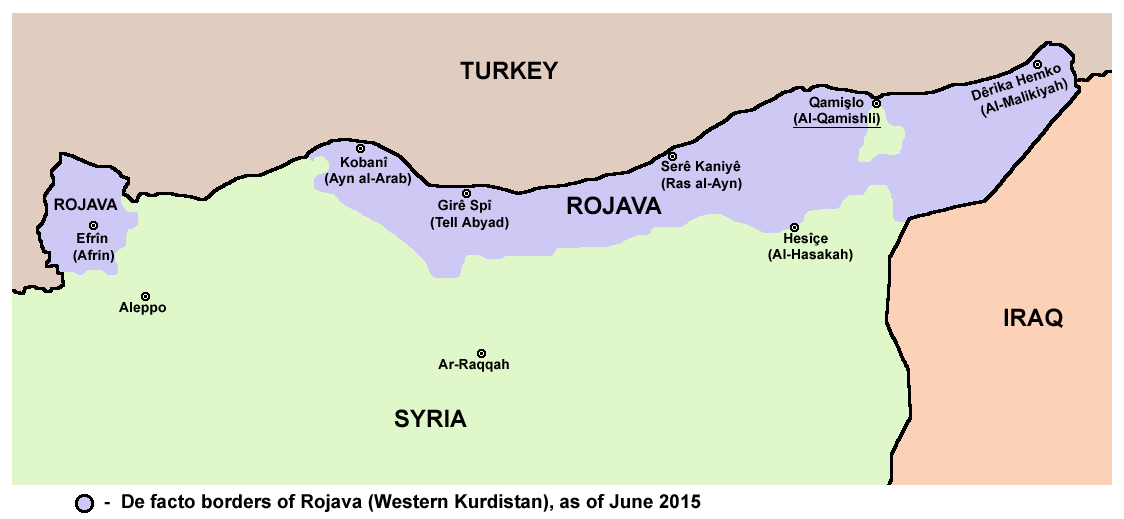
Де-факто контролируемая территория (июнь 2015)

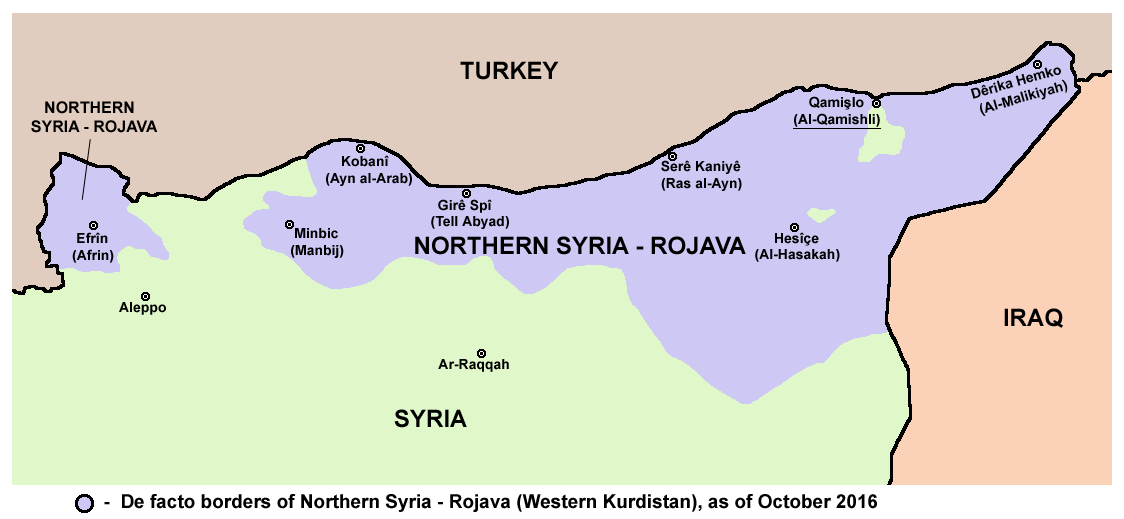
Де-факто контролируемая территория (октябрь 2016)

В начале конфликта между властью и оппозицией в Сирии курды по большей части оставались лояльны к властям, в основном из-за того, что антиправительственную оппозицию поддержала Турция, а курдские лидеры опасались ухудшения положения национальных и религиозных меньшинств в случае прихода оппозиции к власти. Курдские партии, в частности, бойкотировали конференцию сирийской оппозиции в Анталье 31 мая 2011 года. В следующей конференции, которая состоялась в августе того же года в Стамбуле (здесь был сформирован оппозиционный Сирийский национальный совет (СНС)), приняли участие лишь две курдские партии. Лидер одной из них (Курдское движение за будущее в Сирии) Машааль Таммо в октябре 2011 года был застрелен в своей квартире неизвестными людьми в масках. Многие его сторонники сочли, что это убийство было организовано сирийскими спецслужбами. На следующий день, во время похорон, на которых присутствовало более 50 тысяч человек, силы безопасности открыли огонь по похоронной процессии, при этом погибли пять человек. С тех пор курдские массовые акции стали частью гражданских протестов в Сирии. 
С лета 2012 года курдские районы на севере Сирии контролировались местными и региональными советами и курдскими вооружёнными формированиями (YPG) (под контролем правительства Башара Асада частично остались только Эль-Хасака и Эль-Камышлы).
12 июля 2012 года в Эрбиле (Иракский Курдистан) было подписано соглашение между соперничающими военно-политическими силами сирийских курдов — партией «Демократический союз» и Курдским национальным советом, которым фактически был провозглашён суверенитет Сирийского Курдистана под управлением Высшего курдского совета (курд. Desteya Bilind a Kurd, DBK). Этому предшествовало решение сирийских властей сократить военное присутствие в Курдистане в связи с обострением ситуации в районе сирийской столицы, Дамаска.
Тогда же в городе Кобани (Айн-эль-Араб) начались столкновения подчинявшихся Высшему курдскому совету Отрядов народной самообороны (YPG) с правительственными войсками. 19 июля курдские отряды взяли под свой контроль Кобани, вскоре после чего правительственные войска без какого-либо серьёзного сопротивления оставили города Амуда, Африн, Дерик (Эль-Маликия), фактически передав их под контроль партии «Демократический союз». 22 июля начались столкновения между YPG и правительственными войсками в Эль-Камышлы. 2 августа Национальный координационный комитет за демократические перемены объявил о свержении режима Асада во всём Сирийском Курдистане и переходе региона под контроль курдской администрации (за исключением городов Эль-Камышлы и Эль-Хасака, где оставались гарнизоны правительственных войск, не вступавших в конфликт с курдами). Курдские организации вышли из оппозиционного Сирийского национального совета. По негласному соглашению с правительством крупных военных операций против курдов не велось. Курды заняли позицию вооружённого нейтралитета, не допуская на контролируемую территорию формирования Сирийской свободной армии и других повстанцев.
В январе 2013 года отряды YPG начали операцию по установлению полного контроля над нефтеносными районами Сирийского Курдистана. После нескольких дней боёв правительственные войска вынуждены были отступить, не дождавшись какой-либо помощи от Дамаска. В начале марта того же года было объявлено, что вся нефтедобывающая индустрия северо-востока Сирии отныне находится под курдским контролем.
Начиная с мая 2013 года отряды YPG вступили в борьбу с боевиками Сирийской свободной армии и исламистами, выступая в роли «третьей силы» в конфликте. К 24 июля курды взяли под свой контроль города Дерик (Эль-Маликия), Серекание (Рас-эль-Айн), Дирбеси (Эль-Дарбасия) и Гирке-Леге (Эль-Мабада).
В ноябре 2013 года курдская партия «Демократический союз (PYD)» и её союзники из числа действующих на контролируемых ею территориях общественных движений, политических партий и проживающих здесь народов (курды, арабы, христиане-ассирийцы, армяне, чеченцы и др.) на фоне военных успехов в борьбе против ИГИЛ заявили о создании «переходной гражданской администрации» для региона Рожава (Сирия). С этой целью было сформировано Учредительное собрание Рожавы (Западного Курдистана). Предложенный PYD проект предполагал создание трёх автономных кантонов (Африн, Кобане и Джизре) со своими кантональными собраниями и представительством в генеральной ассамблее. Курдский национальный совет отказался поддержать предложенный проект, что привело к прекращению деятельности Высшего курдского совета.
В январе 2014 года состоялось заседание Законодательного собрания демократического автономного правительства Западного Курдистана, в котором были представлены более 50 партий, движений и общественных организаций. 21 января была сформирована автономная администрация кантона Джизре со столицей в городе Камышлы, 27 января — автономная администрация кантона Кобани, 29 января — автономная администрация кантона Африн. Летом 2014 года в кантонах были проведены всеобщие выборы.
17 сентября 2014 года силы ИГ начали масштабное наступление на курдские территории. В результате этого наступления тысячи курдов были вынуждены бежать в Турцию. К началу октября был окружён город Айн-эль-Араб (Кобани). Битва за этот город продолжалась несколько месяцев. Лишь благодаря подкреплению из Иракского Курдистана и авиаподдержке многонациональной коалиции во главе со США курдам к концу января 2015 года удалось отбросить отряды ИГ и развернуть контрнаступление. Неудача под Кобани стала крупнейшим поражением для ИГ на начало 2015 года. С другой стороны, бои за Кобани способствовали укреплению связей курдских формирований с умеренной частью Сирийской свободной армии.
В июне 2015 года Сирийские демократические силы выбили отряды ИГ из города Эт-Телль-эль-Абьяд, после чего было объявлено о вхождении города в Федерацию Северной Сирии — Рожавы.
17 марта 2016 года было объявлено о создании автономии из трёх кантонов — Африн, Джазира и Кобании. 28 декабря 2016 года после заседания Сирийского демократического совета была принята новая конституция. Несмотря на возражения 12 курдских партий, регион был переименован в Демократическую федерацию Северной Сирии, исключив название «Рожава». При этом курды подчёркивали, что этот шаг не является ударом по территориальной целостности Сирии.
В июне 2016 года Сирийские демократические силы развернули наступление на город Манбидж. До этого его удерживали отряды вооружённой оппозиции, а затем боевики ИГ. Спустя всего два месяца террористов оттуда удалось выбить. Курды планировали двигаться дальше на запад и таким образом «замкнуть границу» с Турцией, установив контроль над городом Эль-Баб, и выйдя к Африну, чего не дала сделать Турция, начав операцию «Щит Евфрата». В ходе боевых действий турецкие военные вклинились в районы между Манбиджем и Африном.
В мае 2017 года СДС удалось выбить боевиков из города Табка и установить контроль над одноимённой плотиной. Затем последовала операция по освобождению Ракки, которая считалась сирийской столицей ИГ, и дальнейшее продвижение курдских отрядов на юго-восток вплоть до границы с Ираком.
Наряду с этим во второй половине 2017 года курды стали оформлять органы власти в своём «федеративном регионе». В сентябре прошли выборы в муниципальные учреждения, в ноябре — в местные администрации, а на январь 2018 года они назначили голосование в парламент, которое, впрочем, так и не состоялось.
В Дамаске в июле 2018 года побывала делегация Сирийского демократического совета (временное правительство, осуществляющее управление курдскими территориями) во главе с исполнительной сопредседательницей Ильхам Ахмад. Удалось достичь договорённости о ведении вместе с сирийскими властями хозяйственной деятельности на подконтрольных курдам территориях.
6 сентября 2018 года Сирийский демократический совет в Айн-Иссе принял новое название региона — «Автономная администрация Северо-Восточной Сирии», охватывающая регионы Африн, Джазира и Евфрат, а также местные советы в районах Ракка, Манбидж, Табка и Дейр-эз-Зор. На совещании был сформирован «Генеральный совет автономного управления Северной и Восточной Сирии», состоящий из 70 членов. По российской оценке, в сирийском Курдистане у американцев находилось около 20 баз.
Официальный Дамаск неоднократно заявлял, что на федерализацию Сирии, за которую боролись курды, никогда не согласится. Против этого выступают Турция и Ирак, где также проживает курдское население.

## Турецкие военные операции и оккупация

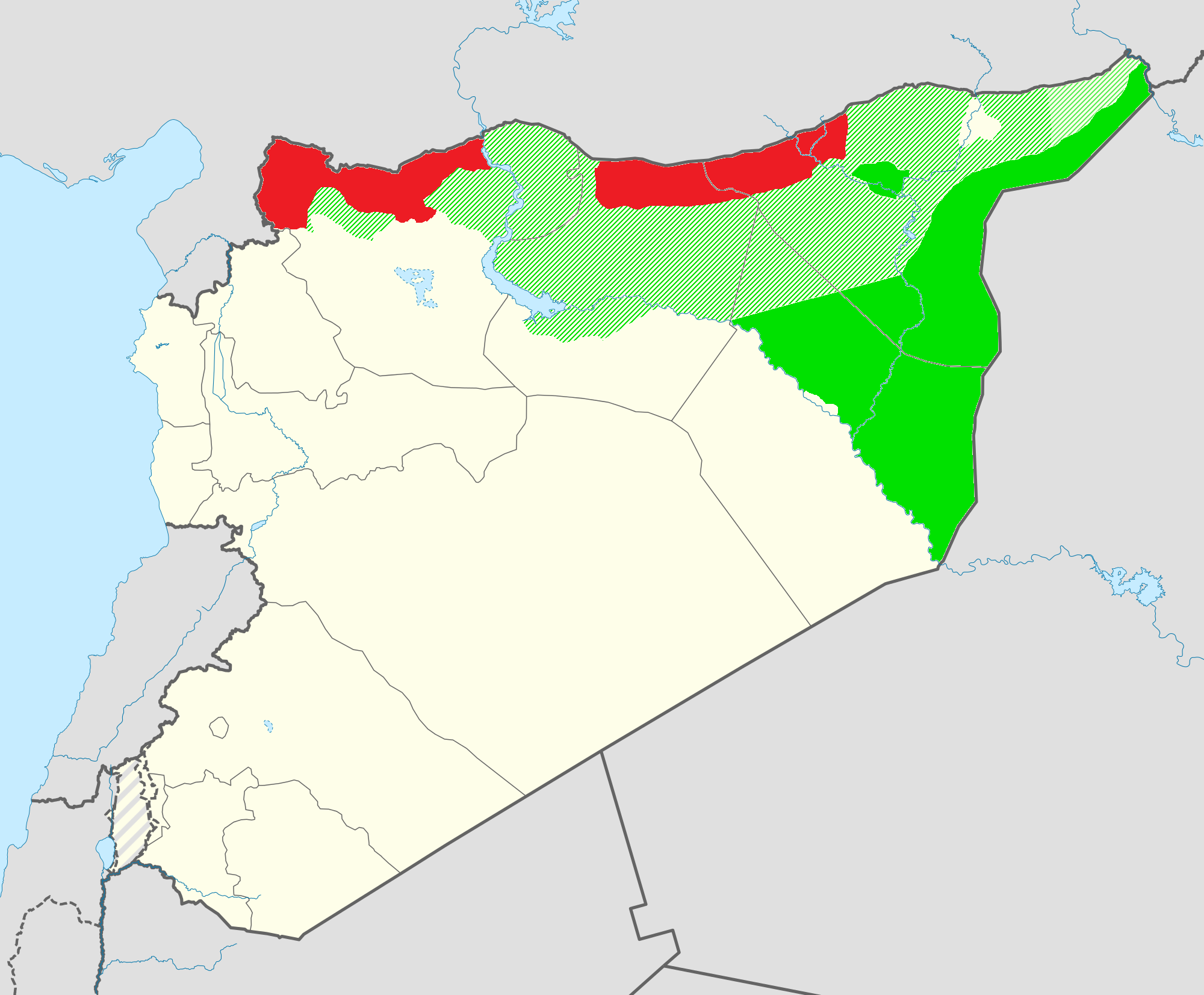
Территория, контролируемая курдской администрацией (зелёный), курдами и сирийцами (светло-зелёный) и оккупированная Турцией (красный)

Турция была встревожена присутствием сил, связанных с Рабочей партией Курдистана, на её южной границе с 2012 года, особенно когда YPG вступила в союз с США, чтобы противостоять силам ИГИЛ в регионе. Отказ турецкого правительства разрешить отправку помощи YPG во время осады боевиками Кобани и последовавшие за этим курдские беспорядки привели к возобновлению вооружённого конфликта между курдами и турецкими войсками.
Первой турецкой военной операцией против Рожавы была операция «Щит Евфрата», начавшаяся в августе 2016 года. Целью этой операции было не дать Cирийским демократическим силам (СДС), возглавляемым YPG, связать кантон Африн с остальной частью Рожавы и захватить Манбидж. Турецкие войска и поддерживаемые Турцией сирийские повстанческие силы смогли успешно предотвратить связывание кантонов Рожавы и захватили все населённые пункты в Джераблусе, ранее находившиеся под контролем СДС. Операция также привела к передаче части региона сирийскому правительству в качестве буферной зоны против Турции со стороны СДС. Манбидж остался под контролем курдов.
В начале 2018 года США объявили о планах подготовить на базе СДС 30-тысячный контингент «Сил безопасности границы». В Анкаре назвали это формирование армией террористов. 20 января 2018 года началась военная операция «Оливковая ветвь» против курдов в Африне. К концу марта туркам вместе с поддерживаемой ими Свободной сирийской армией удалось установить полный контроль над районом. Кантон Африн был оккупирован, и более 100 тысяч гражданских лиц были перемещены в кантон Шахба, который оставался под контролем СДС.
Новое турецкое наступление под названием «Источник мира» началось в октябре 2019 года в северо-восточной Сирии с целью создать 30-км буферную зону вдоль границы. 9 октября ВВС Турции нанесли авиаудары по пограничным городам. Ранее президент Дональд Трамп приказал американским войскам выйти из северо-восточной Сирии, где Соединённые Штаты оказывали поддержку СДС. Этот вывод был назван предательством по отношению к союзникам-курдам, а также катастрофическим ударом по авторитету США на мировой арене. Турецкие войска и протурецкие повстанческие силы захватили 68 поселений, в том числе Рас-эль-Айн, Телль-Абьяд, Сулук, Мабрука и Манажир во время 9-дневной операции. Действия Анкары осудило мировое сообщество. После этого представители курдов при посредничестве России достигли соглашения с Дамаском о размещении сирийской армии вдоль границы с целью отражения турецкой агрессии. В течение нескольких дней сирийские военные заняли ряд городов и населённых пунктов, включая Табку, Манбидж, Ракку и Кобани, две гидроэлектростанции, мосты через Евфрат, а также стратегические шоссе, выйдя к границе 17 октября. 22 октября на переговорах в Сочи Владимир Путин и Тайип Эрдоган закрепили новые зоны влияния на северо-востоке Сирии; соглашение сохранило статус-кво в районе, занятом турецкой армией и её союзниками, и предоставляло время для отвода всех курдских формирований на 30 км от границы на всём её протяжении, после чего Россия и Турция приступили к совместному патрулированию освобождённой территории.

## Права человека
Обвинения в нарушениях прав человека, военных преступлениях и этнических чистках были выдвинуты против YPG с начала гражданской войны в Сирии, например, при захвате пограничного города Таль-Абьяд от Исламского Государства Ирак и Левант (ИГИЛ) и других операциях. Некоторые из обвинений исходили от Турции и поддерживаемых Турцией сирийских ополченцев и оппозиционных групп в регионе, в то время как другие были выдвинуты многочисленными правозащитными организациями, а также западными и региональными журналистами.
В марте 2017 года «Независимая международная комиссия ООН по расследованию событий в Сирии» не смогла найти доказательства в обоснование утверждений об этнической чистке, заявив:
«Хотя в течение рассматриваемого периода продолжали поступать сообщения об „этнической чистке“, Комиссия не нашла доказательств в обоснование утверждений о том, что силы YPG или SDF когда-либо преследовали арабские общины по этническому признаку, а также что власти кантонов YPG систематически пытались изменить демографический состав территорий, находящихся под их контролем посредством совершения нарушений, направленных против какой-либо конкретной этнической группы».
Тем не менее, Amnesty International предприняла свои собственные миссии по установлению фактов, заявив, что:
- «Преднамеренно разрушая жилые дома, в некоторых случаях уничтожая и сжигая целые деревни, вытесняя их жителей без каких-либо оправданных военных оснований, Автономная администрация злоупотребляет своей властью и нагло попирает международное гуманитарное право, совершая нападения, которые равносильны военным преступлениям»

и:
- «В своей борьбе против ИГ автономная администрация, похоже, попирает все права гражданских лиц, оказавшихся в центре. Мы видели массовые перемещения и разрушения, которые не произошли в результате боевых действий. В этом отчёте представлены чёткие доказательства преднамеренной, скоординированной кампании коллективного наказания гражданских лиц в деревнях, ранее захваченных ИГ, или в тех случаях, когда подозревалось, что небольшое меньшинство поддерживает группу»[88].

Регион также подвергался широкой критике со стороны различных партийцев и беспартийных по поводу политического авторитаризма. Политик KDP-S обвинил PYD в доставке его режиму Асада, а также YPG обвиняется в боевых действиях вместе с силами режима в наступлении на Алеппо в 2017 году.
Также подвергся критике за запрет журналистов, СМИ и политических партий, которые критикуют повествование YPG в областях, находящихся под его контролем.

## Международные отношения
- Турция утверждает, что ОНС является такой же террористической организацией, как РПК.
- Южный Курдистан Существует военное сотрудничество с иракским Курдистаном и США, хотя нет никакой официальной поддержки Рожава или ОНС. Подробнее см. в отдельной статье.
- Представительство Сирийского Курдистана на правах неправительственной организации открыто в Москве 10 февраля 2016 года[92][93].
- Официальное представительство Сирийского Курдистана в ФРГ открылось в Берлине 7 мая 2016 года[94].
- Официальное представительство Сирийского Курдистана во Франции открылось в Париже 23 мая 2016 года[95].